# 板橋の田遊び
板橋の田遊び（いたばしのたあそび）は、東京都板橋区徳丸・赤塚地域に伝わる民俗行事である。
板橋区の徳丸北野神社と赤塚諏訪神社において奉納される。徳丸北野神社は2月11日、赤塚諏訪神社は2月13日の夜に行われる。
田遊びは稲作の季節を前に五穀豊穣を祈る「予祝（よしゅく）」の意味であって、これを夜に行うのはかつては秘事であったからである。種まきから収穫に至る稲作の一連の作業を、所作と唱え言葉で再現していく。
1975年（昭和50年）の文化財保護法の改正によって制定された重要無形民俗文化財の第1回の指定を受けた。